# Box Car Racer (album)
Box Car Racer è l'album d'esordio dei Box Car Racer, pubblicato nel 2002.
Dall'album sono stati estratti due singoli: I Feel So e There Is.

## Tracce
Tutte le canzoni sono scritte da Tom DeLonge e Travis Barker
1. I Feel So – 4:29
2. All Systems Go – 3:15
3. Watch the World – 3:52
4. Tiny Voices – 3:28
5. Cat Like Thief – 4:20 (featuring Tim Armstrong dei Rancid, e Jordan Pundik dei New Found Glory)
6. And I – 3:12
7. Letters to God – 3:17
8. My First Punk Song – 1:04
9. Sorrow – 3:27
10. There Is – 3:16
11. The End with You – 3:11
12. Elevator – 2:45 (featuring Mark Hoppus)
13. Instrumental – 1:58
14. I Feel So (Piano Intro) - 3:35 (bonus track giapponese)

## Formazione
- Tom DeLonge - voce, chitarra, basso
- Travis Barker - batteria
- David Kennedy - chitarra